# Адиабатическое размагничивание
Адиабати́ческое размагни́чивание — метод получения сверхнизких температур ниже 0,7 K.

## Введение
Для получения низких температур обычно используется сжиженный газ. Снижая давление над свободной поверхностью жидкости, можно получить температуру ниже нормальной точки кипения этой жидкости. Например, откачкой паров азота можно добиться снижения температуры до температуры тройной точки азота (63 K), откачкой паров водорода (над твёрдой фазой) можно добиться температуры 10 K, откачкой паров гелия можно добиться (при очень хороших условиях проведения эксперимента) температуры около 0,7 K.
В 1926 году Джиок и Дебай независимо друг от друга показали, что у парамагнитных веществ при достаточно низких температурах величина магнитокалорического эффекта должна быть большой, и что этот эффект можно использовать для получения низких температур.
В первых экспериментах Джиока и Мак-Дугалла в 1933 году при размагничивании солей гадолиния была достигнута температура 0,25 K.

## Метод

### Общая информация
Метод основан на эффекте выделения теплоты из парамагнитных солей при их намагничивании и последующем поглощении теплоты при их размагничивании. Это позволяет получать температуры вплоть до 0,001 K.
Также существует метод ядерного размагничивания, с помощью которого можно получить температуры до {\displaystyle 10^{-6}} K.

### Описание
Образец из парамагнитной соли подвешивается на нити в трубке, заполненной газообразным гелием под небольшим давлением. Газообразный гелий обеспечивает контакт с ванной жидкого гелия, охлаждаемой испарением жидкости под пониженным давлением. Во время работы в ванне поддерживается возможно более низкое давление, обычно соответствующее температуре ~1 K. За счёт теплопроводности газа парамагнитная соль охлаждается до температуры гелиевой ванны. Затем включается магнитное поле.
В процессе намагничивания соль нагревается. Ориентирование магнитных ионов вдоль магнитного поля уменьшает энтропию. Тепло от соли отводится в гелиевую ванну, и температура соли снова становится равной 1 K.
Далее газ, который окружает образец и находится с ним в тепловом контакте, откачивается и после этого производится выключение магнитного поля. В процессе адиабатического размагничивания энтропия и энергия магнитных ионов частично восстанавливается за счёт энергии решётки, и температура соли заметно понижается.
Для получения очень низких температур более всего подходят соли с малой концентрацией парамагнитных ионов, то есть соли, в которых соседние парамагнитные ионы отделены друг от друга немагнитными атомами. Взаимодействие между магнитными ионами в этом случае оказывается очень слабым. Например, в хромо-калиевых квасцах каждый магнитный атом хрома окружён 47 немагнитными соседями.